# Nadagarodes subpulchrata
Nadagarodes subpulchrata är en fjärilsart som beskrevs av W. Warren 1902. Nadagarodes subpulchrata ingår i släktet Nadagarodes och familjen mätare. Inga underarter finns listade i Catalogue of Life.